# 会同专区
会同专区，湖南省已撤消的专区。1949年设立，隶属湘西行政区，专署驻芷江县。辖芷江县、会同县、怀化县、黔阳县、绥宁县、靖县、通道县、晃县计8县。
1950年10月19日，自会同县析置洪江市。会同专区辖1市、8县。1952年改名芷江专区。